# Panská (Praha)
Panská ulice (německy Herrengasse) na Novém Městě v Praze začíná v ulici Na příkopě a končí v Jindřišské ulici. 
Nacházejí se tu významné historické stavby a velvyslanectví dvou největších jihoamerických států. Ve směru od Jindřišské je ulice jednosměrná a před jejím vyústěním do ulice Na příkopě je vjezd do podzemních garáží.

## Historie a názvy
Historické názvy ulice jsou:
- 1380 – Nová,
- 1680 – Křížalova, německy Kreutzgasse,
- 18. století – 3 názvy: Panská, Velká Panská, Piaristická,
- začátek 19. století – úředně schválen je název ulice Panská.

Na čísle 3 bylo od roku 1853 piaristické gymnázium, první česká reálka (reální škola – ne církevní). Od školního roku 1875/76 přešla škola oficiálně do světské správy a studovalo tu mnoho významných osobností, například hudební skladatel Jakub Jan Ryba, vynálezce František Křižík, německý spisovatel Rainer Maria Rilke ad.

## Významné budovy a místa

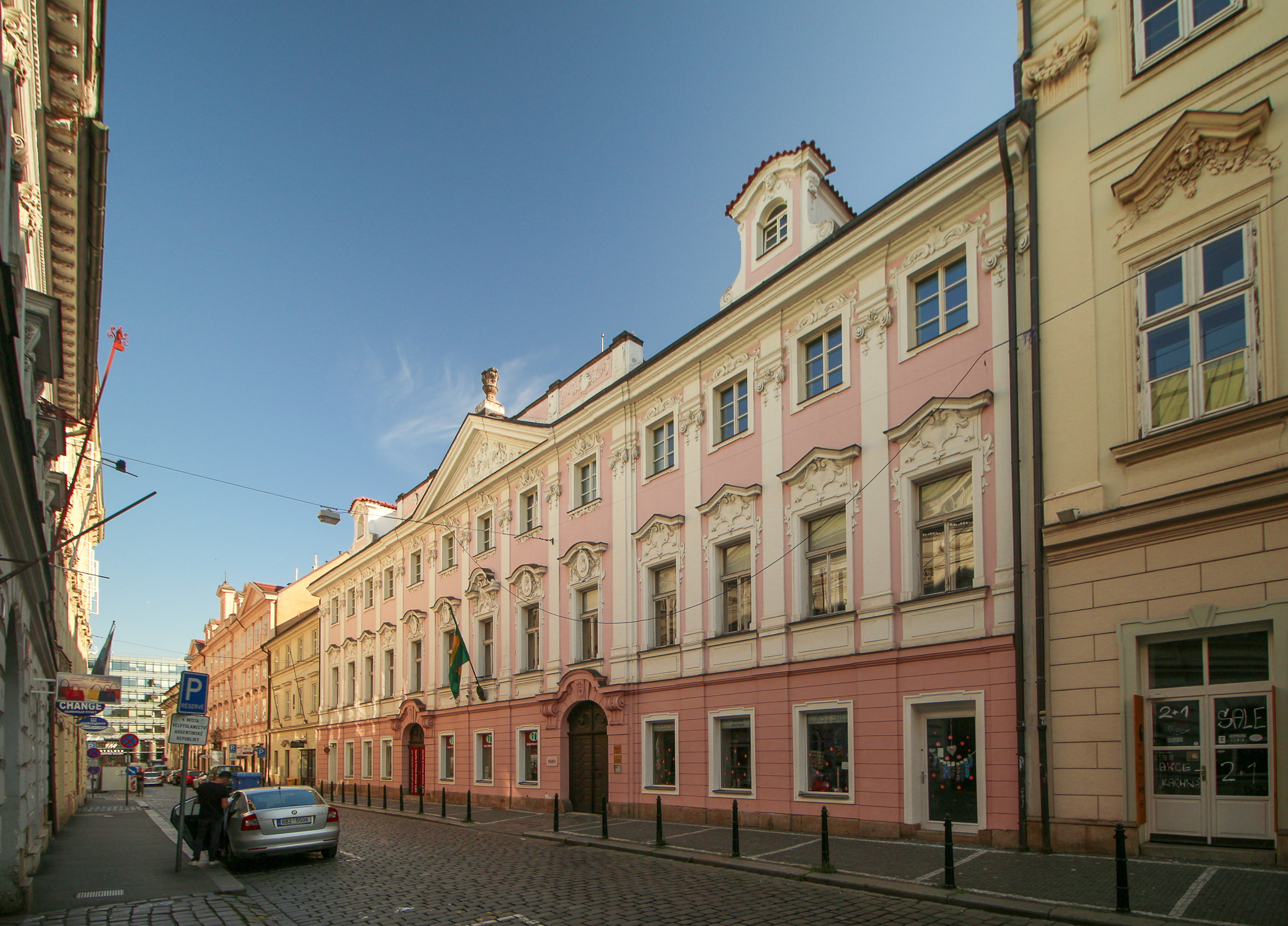
Panská ulice, vpravo Neubergovský palác

- Kostel svatého Kříže – na rohu s ulicí Na příkopě
- Piaristická kolej a gymnázium, hlavní vchod z ulice Na příkopě
- Střední průmyslová škola sdělovací techniky, Panská 3
- činžovní dům Černá růže, Panská 4, kulturní památka.[3] V něm je vstup do pasáže s obchodním centrem nazývané rovněž Černá růže;[4] hlavní vchod do pasáže je v domě U černé růže v ulici Na příkopě
- Neubergovský palác, Panská 5, sídlo velvyslanectví Brazílie, kulturní památka
- Palác Riesů ze Stallburgu, Panská 6, sídlo velvyslanectví Argentiny, kulturní památka
- Kounický palác - sídlo Muzea Alfonse Muchy, Panská 7, kulturní památka
- Millesimovský palác, Panská 8, kulturní památka
- Hotel Palace, Panská 12